# Élections municipales de 2023 en république démocratique du Congo
Les élections municipales de 2023 en république démocratique du Congo ont lieu le 20 décembre 2023 afin d'élire les membres des conseils municipaux des chefs-lieux des 26 provinces de la république démocratique du Congo. Leur organisation, initialement prévue pour 2019, est reportée à plusieurs reprises. Ce sont les premières élections de ce genre organisées dans le pays depuis 34 ans.

## Contexte
Initialement prévues le 22 septembre 2019 par la Commission électorale nationale indépendante, les municipales sont finalement ajournées. La décision est alors attendue, aucune préparation n'ayant eu lieu moins d'un mois avant le scrutin. En réaction à ce report imminent, une pétition menée par la Conférence épiscopale nationale du Congo (Cenco) et l’Église du Christ au Congo (ECC) réunit plus d'un million et demi de signatures et est présentée au gouvernement le 9 août 2019, exigeant sans succès la bonne tenue du scrutin. L'Église possède un rôle d'opposant historique au Congo du fait de son opposition aux différents pouvoirs autoritaires s'étant succédé à la tête du pays,. Le scrutin est par la suite prévu pour 2020, le budget primitif de l'État pour cette année consacrant 220 milliards de francs congolais à son organisation, mais n'a finalement pas lieu,. Il est finalement reporté de manière à se tenir en même temps que l'élection présidentielle, les élections législatives et les élections provinciales le 20 décembre 2023, mais uniquement dans les communes des 25 chefs-lieux des provinces ainsi que dans la capitale, Kinshasa, subdivisée en 24 communes,.

## Mode de scrutin
La RDC compte 311 communes dotées de conseils municipaux, ainsi que 734 secteurs et chefferies dotés de conseils de secteurs ou de chefferies. Les conseillers sont élus pour des mandats de cinq ans renouvelables selon un système mixte. Dans les circonscriptions d'un seul siège le mode de scrutin est uninominal majoritaire à un tour, tandis que les conseillers des circonscriptions plurinominales sont élus au scrutin proportionnel avec listes ouvertes et vote préférentiel. La répartition se fait alors selon la règle du plus fort reste,.
Le nombre de sièges dans un conseil municipal dépend de la population de la commune, à raison de :
- 7 sièges pour une commune comptant au maximum 80 000 électeurs ;
- 9 sièges pour une commune comptant de 80 001 à 160 000 électeurs ;
- 11 sièges pour une commune comptant de 160 001 à 240 000 électeurs ;
- 13 sièges pour une commune comptant de 240 001 à 320 000 électeurs ;
- 15 sièges pour une commune comptant 320 001 électeurs ou plus.

Pour les secteurs et chefferies, la répartition est la suivante :
- 7 sièges pour un secteur ou une chefferie comptant au maximum 35 000 électeurs ;
- 9 sièges pour un secteur ou une chefferie comptant de 35 001 à 70 000 électeurs ;
- 11 sièges pour un secteur ou une chefferie comptant de 70 001 à 105 000 électeurs;
- 13 sièges pour un secteur ou une chefferie comptant 105 001 électeurs ou plus.

### Bourgmestres, maires et chefs
À la suite du scrutin, les conseillers municipaux élisent les conseillers urbains à raison de 4 conseillers par commune au scrutin proportionnel plurinominal avec liste ouverte et une seule voix préférentielle avec application de la règle du plus fort reste. Les conseillers urbains élisent à leur tour les maires, tandis que les conseillers municipaux élisent les bourgmestres, et que les conseillers de secteur élisent les chefs de secteur. Tous sont élus avec leurs adjoints au scrutin uninominal majoritaire à deux tours.

## Analyse
Le scrutin connaît d'importants problèmes d'organisation qui retardent l'heure d'ouverture de la plupart des bureaux de vote, au point de forcer le gouvernement congolais à prolonger le vote jusqu'au 21 décembre dans les bureaux de vote concernés,. Selon certains observateurs, il se serait même poursuivi jusqu'au 27 décembre dans certaines localités. Le 24 décembre, l'archevêque de Kinshasa Fridolin Ambongo Besungu qualifie ainsi le scrutin de « gigantesque désordre organisé ».
En janvier 2024, la commission électorale congolaise (Céni) dénonce des fraudes, des actes de vandalisme, des intimidations d'électeurs et des utilisations illégales de machines de vote. La Céni décide en conséquence l'annulation du scrutin dans plusieurs circonscriptions, concernant notamment trois ministres du gouvernement sortant et quatre gouverneurs provinciaux.